# Channel Islands Beach
Channel Islands Beach – jednostka osadnicza w Stanach Zjednoczonych, w stanie Kalifornia, w hrabstwie Ventura, nad Oceanem Spokojnym.